# Ith (mitología)
Este artículo trata fundamentalmente de un personaje de la mitología Celta. Para información sobre el Instituto Tecnológico de Hermosillo, véase ITH (universidad).

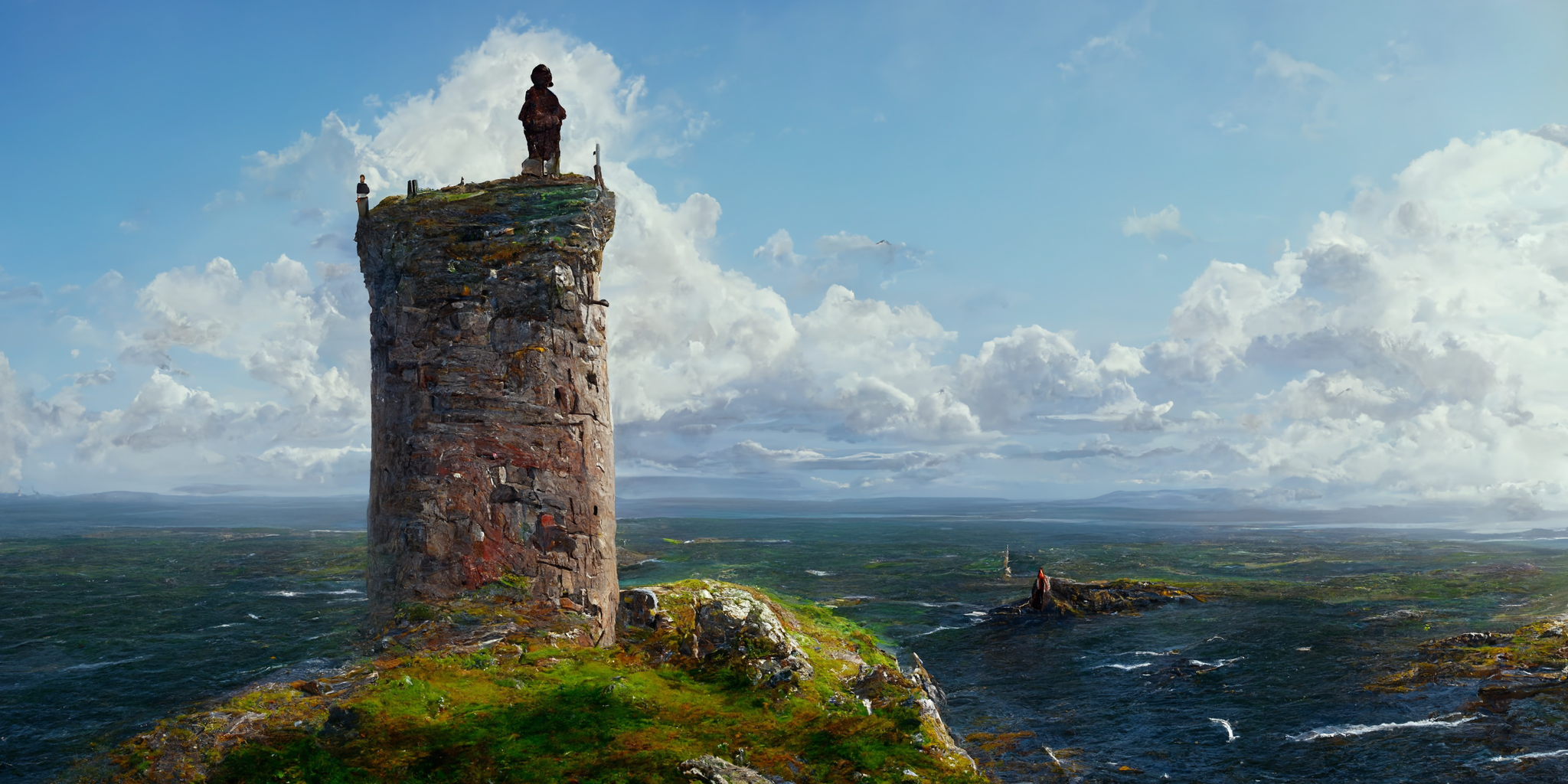
Ith.

En el Libro de las Invasiones de Irlanda, Ith es uno de los diez hijos del caudillo celta Breogán, esposo de Bron y padre de Lugai; de la estirpe de los gaedil. Desde niño, sueña que hay una tierra al norte de Brigantia. Cuando se hace mayor, siendo ya un sabio y valeroso guerrero, alcanza a ver, desde la torre de Brigantia, unas tierras más allá de las islas Casitérides. 
Ith zarpa con tres barcos y treinta hombres hacia las tierras que había visto, con el consejo de Breogán de que no debe bajarse de su caballo en todo el viaje. Hace escala en las Casitérides, donde algunos amigos se unen a su expedición. Tras afrontar muchos peligros, llega por fin a las tierras a las que se dirigía, a las que llama Erin (Irlanda), que resultan ser verdes y húmedas como el reino de su padre.
A su llegada, descubren que la isla está inmersa en una terrible guerra fratricida entre tres hermanos: Mac Cuill, Mac Grené y Mac Crech, por la sucesión del trono de su padre, Neith. Mac Cuill había decidido dejar sus armas por el bien del pueblo, pero los otros hermanos parecían ser más ambiciosos que él y no estaban dispuestos a compartir el trono.
Ith decide ayudar a Mac Cuill, y va con él hasta la fortaleza de Ailech. Allí son atacados y vencen. Tras esto, convocan a los otros dos hermanos, que aceptan reunirse con ellos. Mac Cuill manda hablar a Ith, lo que es tomado con hostilidad por los otros hermanos. Ith, sin desmontarse del caballo, les da ideas a los hermanos, pidiéndoles que termine la guerra y que dividan el reino o que reinen juntos. Sin embargo, mientras Ith habla, Mac Grené intenta ponerse de acuerdo con Mac Crech para echar a los "brigantes", pues pensaba que los extranjeros solo querían que los hermanos depusieran las armas para quedarse fácilmente con el país. No obstante, Mac Crech prefería esperar a que se desarrollaran los acontecimientos. 
Tras acabar la entrevista con Ith, los tres hermanos se reúnen y Mac Grené intentaba convencer también a Mac Cuill de echar fuera a los extranjeros, exponiendo todo tipo de motivos. Ith, que sospecha que los tres hermanos estaban conspirando contra él, decide marcharse esa misma noche.
Pero, para entonces, Mac Grené había logrado convencer a sus hermanos, y los tres decidieron ir a matar a Ith. La expedición brigante sufrió una emboscada mientras marchaba hacia la costa, siendo Ith el blanco de los hermanos. Tal fue la sorpresa, que Ith fue derribado del caballo. Pese a que su padre le había dado el consejo de que no se bajara de él y aunque no lo había hecho voluntariamente, Ith fue asesinado. Una vez hecho esto, los hermanos se fueron de allí, dejando atrás a los brigantes.
El hijo de Ith y sus amigos deciden vengarlo, pero decidieron primero llevar su cuerpo a Brigantia. Cumpliendo con el consejo de Breogán, lo montaron en el caballo para llevarlo así todo el viaje. Entonces zarparon con el cuerpo de Ith de vuelta a Brigantia. 
Allí, Breogán despidió con tristeza, como todo su pueblo, a su hijo Ith, tras realizar los tradicionales ritos funerarios. Breogán prometió venganza, y decidió entonces invadir Erin, esta vez llevando treinta y cuatro barcos, uno por cada jefe brigante, llevando cada uno soldados e incluso mujeres y niños para establecerse allí.
- Datos: Q3397918